# Firme
Firme – drugi studyjny album zespołu Voodoo Glow Skulls. Album został wydany 10 października 1995 roku przez Epitaph Records.

## Utwory
1. Shoot The Moon
2. Closet Monster
3. Charlie Brown
4. Drunk Tank
5. Jock From Hell
6. Trouble Walking
7. Give Me Someone I Can Trust
8. Empty Bottles
9. Fat Randy
10. Thrift Shop Junkie
11. El Coo Cooi
12. Method To This Madness
13. Construction
14. Malas Palabras
15. Nicotine Fit
16. Land Of Misfit Toys

## Autorzy
- Frank Casillas – wokal
- Eddie Casillas – gitara elektryczna
- Jorge Casillas – gitara basowa
- Jerry O’Neill – perkusja
- Brodie Johnson – trąbka
- Gabriel Dunn – trąbka
- James Hernandez – saksofon